# Mehmet Esad Efendi
Ṣaḥḥāflar Şeyẖizāde Meḥmed Esʿad Efendi (1789 – 1848) è stato uno storico ottomano.
Dopo aver ricoperto vari incarichi divenne vakanüvis (storico ufficiale o analista) nel 1807 e scrisse la storia dell'Impero ottomano tra il settembre 1821 e il luglio 1826, intitolato Uss i-zafer ("La fondazione dei vittoriosi"), continuando il lavoro di altri storici come Ahmad Asim, su incarico del sultano Mahmud II, che voleva lasciare il racconto degli eventi che portarono allo scioglimento del corpo dei Giannizzeri. Il suo libro, è la principale fonte di informazioni su questo incidente.